# Koroški Selovec
Koroški Selovec – wieś w Słowenii, w gminie Ravne na Koroškem. W 2018 roku liczyła 106 mieszkańców.